# Intel Core i3
Intel Core i3 är en processorfamilj från Intel i budgetsegmentet. Första generationen Core i3 tillhörde Nehalem-generationens budgetklass och ersatte föregångaren Intel Core 2. De första processorerna lanserades den 7 januari 2010.
Core i3 finns för stationära och bärbara datorer. Samtliga processorer har två kärnor.

## Generationer
| Benämning | Desktop (Stationära datorer)                                        | Desktop (Stationära datorer) | Desktop (Stationära datorer)                    | Desktop (Stationära datorer)                                                                      | Mobile (bärbara datorer/enheter)                         | Mobile (bärbara datorer/enheter) | Mobile (bärbara datorer/enheter)    | Mobile (bärbara datorer/enheter)                                           |
| Benämning | Kodnamn                                                             | Kärnor                       | Nanometer                                       | Tillgänglig                                                                                       | Kodnamn                                                  | Kärnor                           | Nanometer                           | Tillgänglig                                                                |
| --------- | ------------------------------------------------------------------- | ---------------------------- | ----------------------------------------------- | ------------------------------------------------------------------------------------------------- | -------------------------------------------------------- | -------------------------------- | ----------------------------------- | -------------------------------------------------------------------------- |
| Core i3   | ClarkdaleSandy Bridge Ivy BridgeHaswellSkylake Kaby LakeCoffee Lake | 2 2 4                        | 32 nm 32 nm 22 nm 22 nm 14 nm 14 nm 14 nm 14 nm | januari 2010 februari 2011 september 2012 september 2013 september 2015 januari 2017 oktober 2017 | ArrandaleSandy Bridge Ivy Bridge HaswellBroadwellSkylake | 2 2                              | 32 nm 32 nm 22 nm 22 nm 14 nm 14 nm | januari 2010 februari 2011 juni 2012 juni 2013 januari 2015 september 2015 |